# Catharsius haafi
Catharsius haafi är en skalbaggsart som beskrevs av Ferreira 1960. Catharsius haafi ingår i släktet Catharsius och familjen bladhorningar. Inga underarter finns listade.